# Região Metropolitana de Barra de Santa Rosa
A Região Metropolitana de Barra de Santa Rosa é uma região metropolitana brasileira localizada no estado da Paraíba, formada oficialmente por oito municípios. Foi instituída pela lei complementar nº 110 de 13 de julho de 2012 e publicada no Diário Oficial da Paraíba em 17 de julho de 2012.

## Municípios
- Baraúna
- Barra de Santa Rosa
- Cuité
- Frei Martinho
- Nova Floresta
- Nova Palmeira
- Picuí
- Sossêgo

## Economia
Seu PIB em 2010 somou 327.554.000,00, e um PIB per capita de 4.186,95.